# 萝北县林业局
萝北县林业局是黑龙江省鹤岗市萝北县的类似乡级单位。萝北县林业局本身是萝北县的一个政府机构，以其作为辖区的行政区名称。

## 行政区划
下辖以下地区：太平沟林场、大马河林场、金满屯林场、云山林场、渔米河林场、二十里河林场和凤翔林场。